# Ялиця одноколірна
Ялиця одноколірна (Abies concolor, місцева назва — «біла ялиця») — вид ялиці рідний до гір західної Північної Америки, що росте на висоті 900-3400 м. 

## Опис рослини
Це велике вічнозелене хвойне дерево, що доростає до 25–60 м заввишки і діаметра стовбура до 2 м. Листя голкоподібне, рівне, 2,5–6 см завдовжки і 2 мм завширшки 0,5–1 мм завтовшки, зелені або вкриті зеленувато-синім нальотом, з двома вкритими зеленувато-синім нальотом групами устячок і слабко загостреним або тупим наконечником. Листки розташовані на пагоні спірально, але кожний листок скручений в основі, так що вони листки лежать у двох більш-менше плоских рядах з обох боків пагона або спереду від пагона, але не позаду. Шишки мають 6–12 см завдовжки і 4–4,5 см завширшки, зелені або фіолетові до дозрівання, блідо-коричневі після, з близько 100–150 лусок; приквітки лусок короткі та приховані в закритої шишці. Окрилене насіння випускається, коли шишки розпадаються в зрілості приблизно через 6 місяців після запилення.